# 馬路駅
馬路駅（まじえき）は、島根県大田市仁摩町馬路にある、西日本旅客鉄道（JR西日本）山陰本線の駅である。

## 歴史
- 1918年（大正7年）11月25日：鉄道院山陰本線仁万駅 - 浅利駅間延伸時に開設[1]。客貨取扱開始[1]。
- 1962年（昭和37年）10月1日：貨物取扱廃止[1]。
- 1977年（昭和52年）6月20日：荷物扱い廃止[1]、無人駅化[2]。
- 1987年（昭和62年）4月1日：国鉄分割民営化に伴い、西日本旅客鉄道（JR西日本）の駅となる[1]。

## 駅構造
島式ホーム1面2線を有する列車交換可能な地上駅。1線スルー化は成されておらず、上下線で発着番線が分かれている。
浜田鉄道部管理の無人駅。駅舎があったが、解体されたため出雲市寄り海側にある構内踏切から直接ホームに入る形となっている。また、以前はホーム上に乗車駅証明書発行機が設置されていた。

### のりば
| のりば | 路線     | 方向 | 行先             |
| ------ | -------- | ---- | ---------------- |
| 1      | 山陰本線 | 上り | 出雲市・松江方面 |
| 2      | 山陰本線 | 下り | 浜田・益田方面   |

※2017年3月時点でホームにのりば番号標が整備されており、列車運転指令上の番線番号同様に入口側（上り）を1番のりばとしている。

## 利用状況
2022年度の1日平均乗車人員は4人である。2004年度は26人、1994年度は67人、1984年度は133人だった。
近年の1日平均乗車人員の推移は以下の通り。
| 乗車人員推移 | 乗車人員推移 |
| 年度         | 1日平均人数  |
| ------------ | ------------ |
| 1999         | 41           |
| 2000         | 34           |
| 2001         | 28           |
| 2002         | 27           |
| 2003         | 26           |
| 2004         | 26           |
| 2005         | 19           |
| 2006         | 19           |
| 2007         | 21           |
| 2008         | 21           |
| 2009         | 16           |
| 2010         | 13           |
| 2011         | 11           |
| 2012         | 11           |
| 2013         | 12           |
| 2014         | 11           |
| 2015         | 10           |
| 2016         | 8            |
| 2017         | 6            |
| 2018         | 11           |
| 2019         | 10           |
| 2020         | 8            |
| 2021         | 4            |
| 2022         | 4            |

## 駅周辺

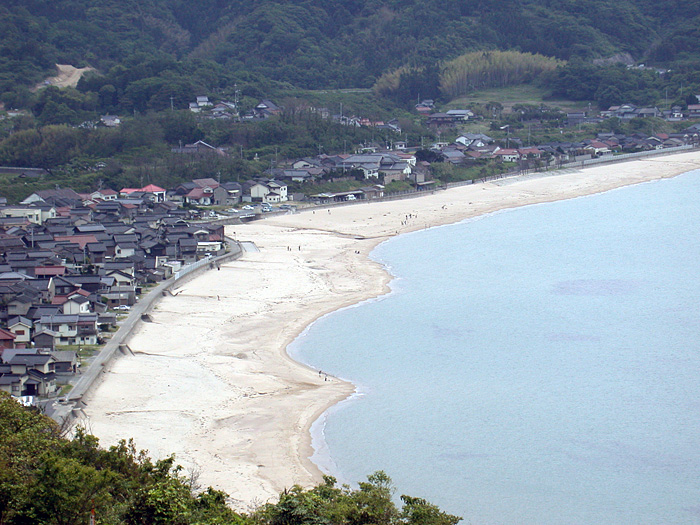
琴ヶ浜

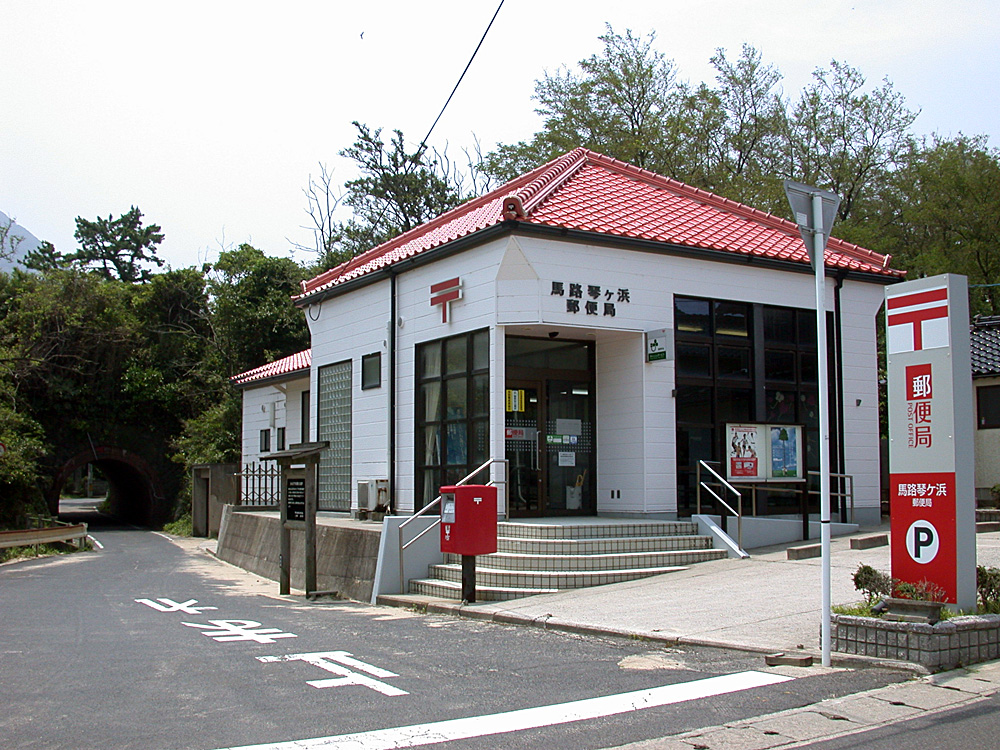
馬路琴ヶ浜郵便局

観光地等
- 琴ヶ浜（琴ヶ浜海水浴場、鳴り砂の浜）

浜を歩くと、キュッキュッと音がして来る。実写化（ドラマ・映画）された漫画『砂時計』にも登場する。
- 馬路琴ヶ浜郵便局

国道9号から海側に入ると、JR山陰本線下に赤レンガの小さなトンネルがあり、そこを潜ると左側に見えて来る。その先に琴ヶ浜が目に飛び込んで来る。
1990年（平成2年）10月29日、旧馬路郵便局を馬路琴ヶ浜郵便局と改め新局舎として営業開始。
- 鞆ヶ浦

2007年に世界遺産に登録された石見銀山の構成資産。石見で産出した銀を船で積出した旧港。
道路
- 国道9号
- 島根県道290号大国馬路停車場線

## その他
- 2007年に公開された映画『天然コケッコー』では「木村駅」という設定でロケが行われた。

## 隣の駅
西日本旅客鉄道（JR西日本）
 山陰本線
仁万駅 - 馬路駅 - 湯里駅

#### 統計資料
1. ↑  “島根県統計書”. しまね統計情報データベース.   島根県政策企画局. 2025年2月4日閲覧。